# Margarita Voiska
Margarita Voiska (en búlgar: Маргарита Войска; nascuda el 3 d'abril de 1963 a Sofia) és una jugadora d'escacs búlgara, que té el títol de Gran Mestre Femení des de 1985.
Voiska ha guanyat 11 cops el campionat de Bulgària femení. Ha competit diversos cops pel Campionat del món d'escacs femení. El 2013 va guanyar el Campionat d'Europa sènior femení.